# 大阪歯科大学の人物一覧
大阪歯科大学の人物一覧（おおさかしかだいがくのじんぶついちらん）は、大阪歯科大学に関係する人物の一覧記事。

## 教職員
- 飯塚淳一郎 - 大阪歯科大学初代学長
- 大浦清 - 薬理学講座教授、歯科基礎医学会理事長（1975年卒業）
- 川添堯彬 - 理事長、日本口腔インプラント学会理事長（1966年卒業）
- 田中昌博 - 有歯補綴咬合学講座教授
- 玉置敏夫 - 客員教授、大阪歯科大学歯科技工士専門学校名誉校長
- 百田義弘 - 歯科麻酔学講座主任教授、元厚生労働省指導医療官
- 王宝禮 - 歯学部細菌学講座教授

## OB・OG

### 政治
- 園田直 - 元厚生大臣・外務大臣
- 笹森順造 - 元理事、元国務大臣
- 松井正剛 - 奈良県桜井市長
- 中尾辰義 - 参議院議員

### 学術
- 森岡俊夫 - 九州大学名誉教授、大垣女子短期大学名誉教授（1949年、大阪歯科医学専門学校卒業）
- 須佐美隆三 - 元金沢医科大学医学部矯正歯科学教室教授（1950年、大阪歯科医学専門学校卒業）
- 玉置敏夫 - 大阪歯科大学歯科技工士専門学校名誉校長（1957年卒業）
- 長坂信夫 - 広島大学名誉教授、朝日大学顧問、元朝日大学学長、元広島大学歯学部長（1962年卒業）
- 三谷英夫 - 元東北大学副総長、元東北大学歯学部長（1964年卒業）
- 丹羽金一郎 - 朝日大学名誉教授（1966年卒業）
- 島原政司 - 大阪医科大学名誉教授（1969年3月卒業）
- 白砂兼光 - 九州大学名誉教授、広島大学大学院医歯薬学総合研究科特任教授（1970年卒業）
- 向井美惠 - 昭和大学口腔衛生学講座教授、日本障害者歯科学会理事長（1973年卒業）
- 梅本俊夫 - 元神奈川歯科大学学長
- 岩田健男 - 元日本顎咬合学会副理事長、米国歯科大学院同窓会会長

### 文化
- 上田秀人 - 時代小説作家
- 柏木圭一郎 - 小説家、エッセイスト
- 岩崎啓眞 - ゲームライター（中退）

### 芸能
- 伊藤銀次 - ミュージシャン（中退）
- 桝谷多紀子 - 元宝塚歌劇団娘役、歯科医師

## 医療保健学部

### 教職員
- 濱島淑恵 - 准教授、ヤングケアラーの研究者